# Arturo Mélida y Alinari

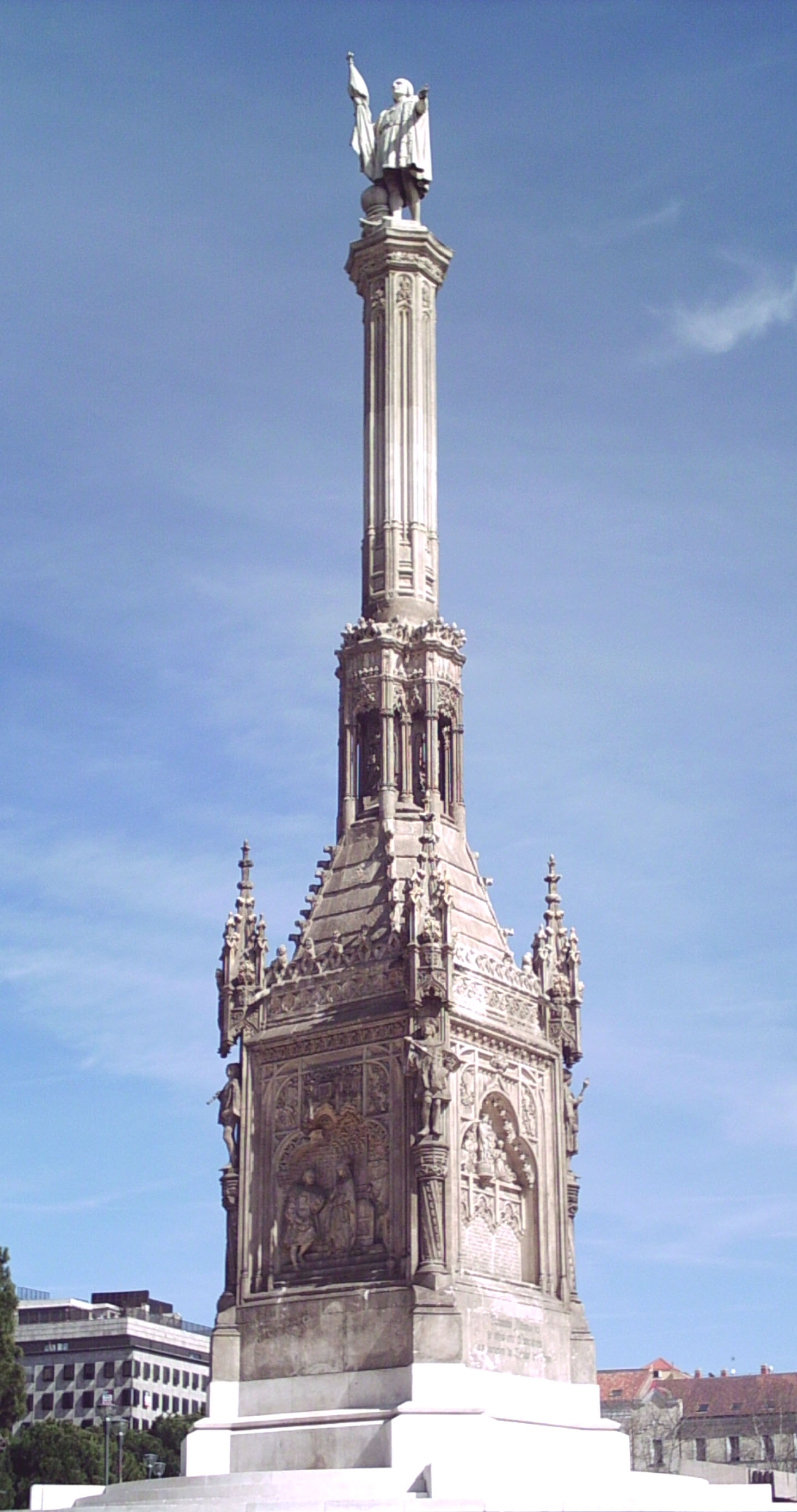
Monument a Colom a Madrid

Arturo Melida y Alinari (Madrid, 1849 - 1902) va ser un arquitecte, escultor, militar i pintor espanyol. Al final dels seus anys de vida, va ingressar en la Reial Acadèmia de Belles Arts de Sant Ferran (1899). Va arribar a obtindre la medalla d'or de l'Acadèmia francesa i la Gran Creu de la Legió d'Honor pel seu treball com a arquitecte en el pavelló espanyol de l'Exposició Universal de París de 1889. Va ser pioner del cartellisme espanyol.

## Obra

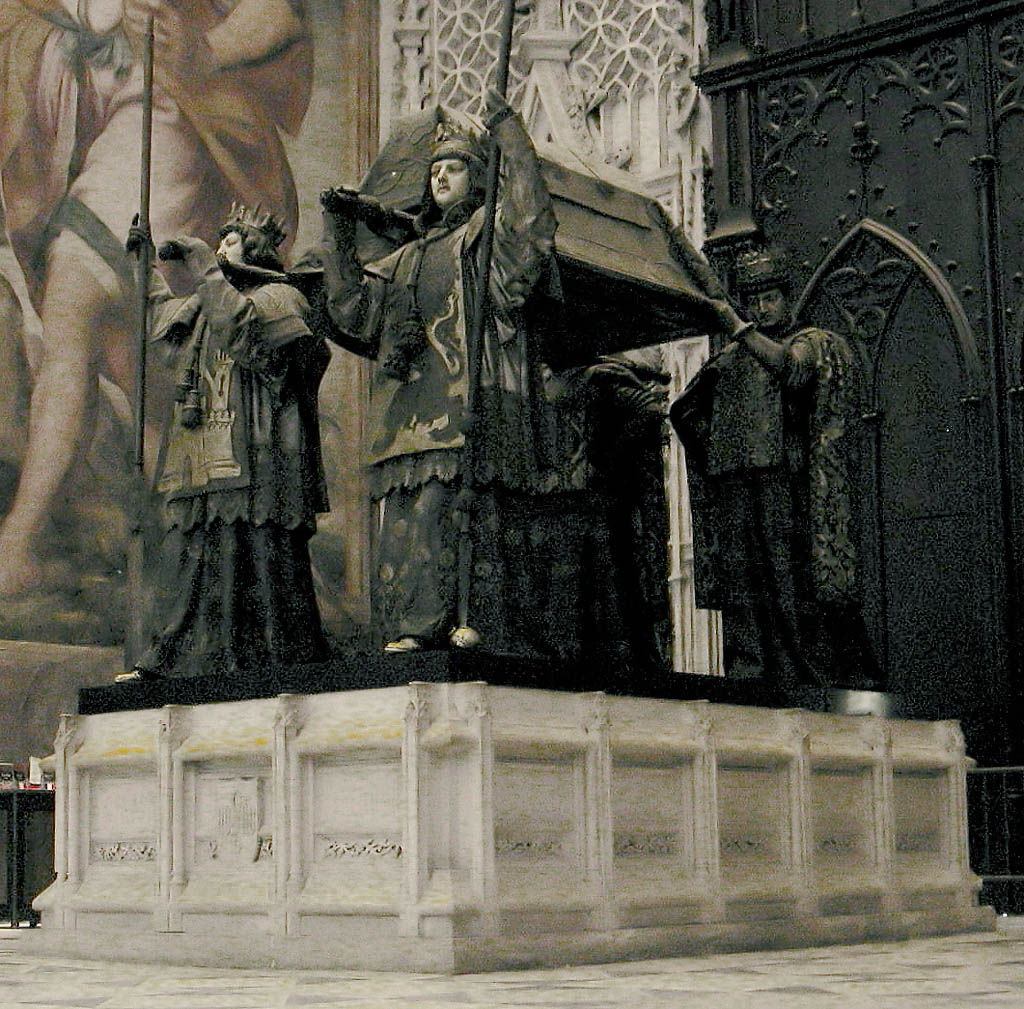
Mausoleu de Colom a Sevilla dissenyat per Melida y Alinari

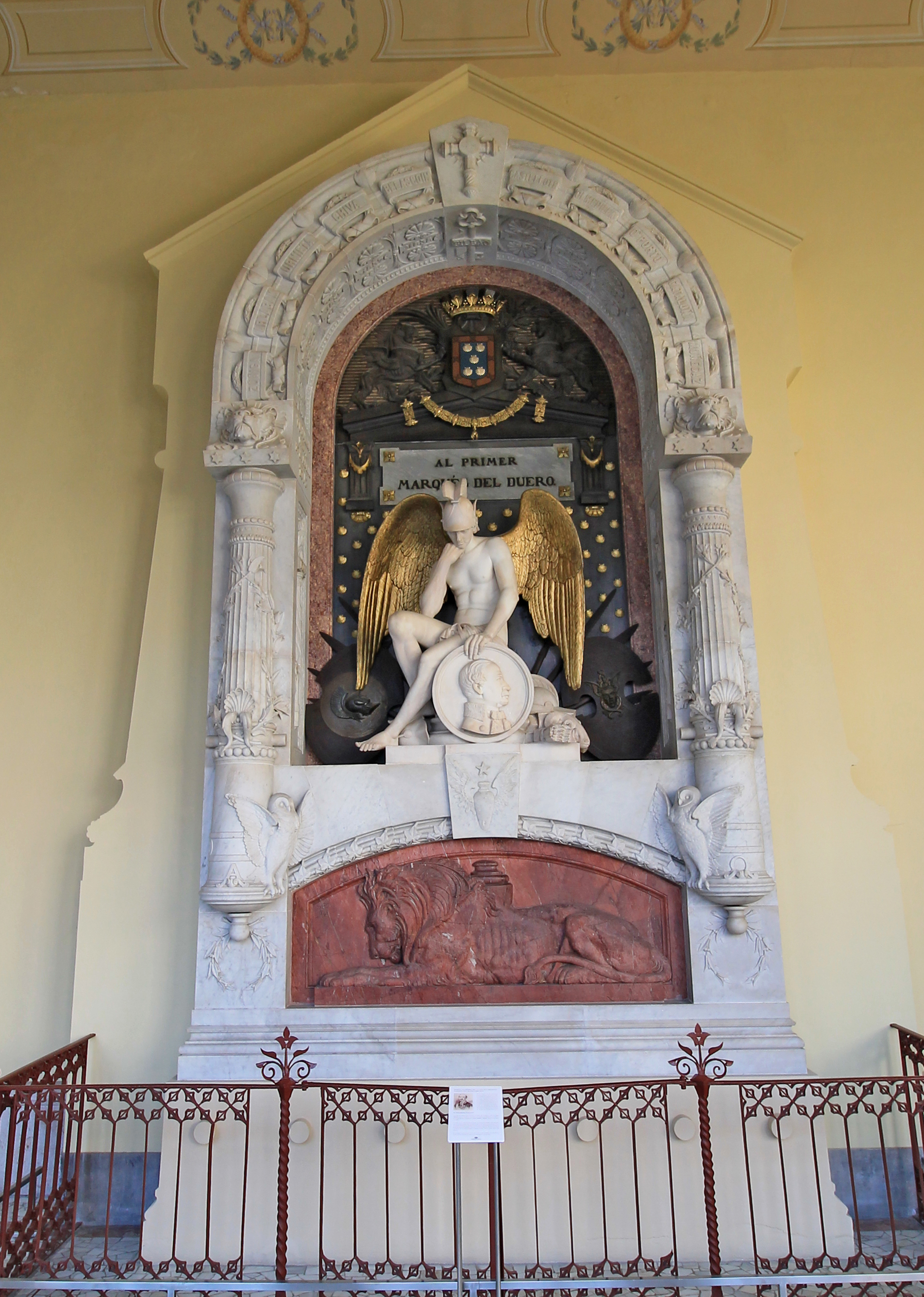
Mausoleu del Marqués del Duero al Panteó d'Hòmens Il·lustres de Madrid

Destacat representant de l'eclecticisme arquitectònic de fins del segle xix. També va dissenyar mobles i altres objectes, il·lustrant diverses obres literàries- aproximat als pressupostos del moviment Arts and Crafts, enfront de l'art industrialitzat.
L'any 1873 finalitza els seus estudis d'arquitectura en l'Escola Superior d'Arquitectura on va arribar a ser catedràtic de l'assignatura de Modelatge. Va ser també un destacat pintor de nombrosos palauets de la vila de Madrid de l'alta burgesia. Els temes mitològics i aquells inspirats en les perspectives barroques de cels oberts són els més freqüents a l'hora de dissenyar els sostres de tals palaus. També va realitzar les pintures desaparegudes que decoraven la part alta de l'actual sala de Velázquez en el Museu del Prado.
Va pintar palmitos i composicions d'escenografia efímera, com ara cavalcades. Va realitzar multitud d'esbossos en aquarel·la per a telons d'espectacles. En el terreny industrial va dissenyar objectes com làmpades i estores.

### Arquitectura
- L'umbracle del Jardí Botànic de la Universitat de València, (1897).
- L'Escola d'Arts i Oficis de Toledo, (1882).[1]
- Palau de Liniers a Burgos
- Restauració del claustre de San Juan de los Reyes a Toledo (1881).

### Escultura
- Monument a Colom de Madrid en la Plaça del Descobriment, (1877). El monument, per diversos motius no es va inaugurar fins a 1884.[2]
- Projecte del mausoleu a Colom, en la catedral de Sevilla, (1891), ubicat a Sevilla el 1902.

### Pintura
- Biblioteca del Palau de les Corts d'Espanya.
- Pintures del Teatro del Ateneo.
- Despatx de la Subsecretaria del Ministeri d'Hisenda d'Espanya, (1897).
- Palau Bauer del carrer de San Bernardo de Madrid.
- Va restaurar les pintures de la façana de la Casa de la Panadería en la Plaza Mayor de Madrid.
- A Alcoi va pintar set frescos sobre assumptes religiosos alcoians i els misteris i símbols de la Santíssima Mare de Déu titular del temple de Santa Maria, (1899-1902).[3]
- Dues de les seues últimes creacions pictòriques van ser les aquarel·les "Diana Cazadora" de 1900 i "Santa Bárbara" de 1901.